# Myriopholis narirostris
Myriopholis longicauda — вид змій родини струнких сліпунів (Leptotyphlopidae). Мешкає в Західній і Центральній Африці.

## Поширення і екологія
Myriopholis longicauda відомі з низки місцевостей, розташованих в Гані, Гвінеї, Того і Нігерії, спостерігалися в ЦАР. Вони живуть у вологих саванах і сухих тропічних лісах. Ведуть риючий спосіб життя. Відкладають яйця.